# Winterspelterbach
Der Winterspelterbach (auch Winterspelter Bach) ist ein 6,5 km langer, südöstlicher und rechter Nebenfluss des Irmisch im rheinland-pfälzischen Eifelkreis Bitburg-Prüm. Naturräumlich liegt das Einzugsgebiet des Bachs auf der Winterscheider Hochfläche, einem Teil des westlichen Islek.

## Geographie

### Verlauf
Der Winterspelterbach entspringt etwa ein Kilometer östlich von Heckhuscheid auf einer Höhe von 507 m ü. NHN. Die Quelle liegt an den östlichen Ausläufern des Dackscheidbergs (569,4 m ü. NHN) auf dem Gebiet der Ortsgemeinde Heckhuscheid und etwa drei Kilometer östlich der Grenze zu Belgien.
Der Winterspelterbach fließt entlang der Grenze zwischen den Ortsgemeinden Heckhuscheid und Winterspelt zunächst in nordöstliche Richtung. Nach etwa 150 Metern ändert er seine Richtung nach Norden, dann nach Nordwesten weiter an der Ortsgrenze entlang bis zum von links zufließenden Seegraben. Unterhalb des Latzebergs (508,2 m ü. NHN ⊙), nordöstlich von Heckhalenfeld, schwenkt er nach Westen und mündet in den dort von Süden kommenden Irmisch auf 386 m ü. NHN.
Aus dem Höhenunterschied von etwa 121 Metern ergibt sich ein mittleres Sohlgefälle von 18,6 ‰.

### Einzugsgebiet und Zuflüsse
Der Winterspelterbach entwässert ein 11,87 km² großes Einzugsgebiet über Irmisch, Our, Sauer, Mosel und Rhein zur Nordsee.
| Name                | GKZ         | Lage   | Länge in km | EZG in km² | Mündung Koordinaten               | Mündungshöhe in m ü. NHN |
| ------------------- | ----------- | ------ | ----------- | ---------- | --------------------------------- | ------------------------ |
| Todtenborn          | 2626522-12  | links0 | 000,576     | 000,484    | nordöstlich von Heckhuscheid Lage | 47700000                 |
| Heckscheider Graben | 2626522-14  | links0 | 001,022     | 000,992    | nordöstlich von Heckhuscheid Lage | 46100000                 |
| Graben              | 2626522-152 | rechts | 000,368     | 000,347    | nordöstlich von Heckhuscheid Lage | 45900000                 |
| Seegraben           | 2626522-154 | links0 | 000,691     | 000,558    | nördlich von Heckhuscheid Lage    | 44300000                 |
| Kleiner Graben      | 2626522-156 | links0 | 000,465     | 000,428    | südlich von Winterspelt Lage      | 41700000                 |
| Engbach             | 2626522-16  | rechts | 001,316     | 001,063    | südlich von Winterspelt Lage      | 41600000                 |
| Wallertbach         | 2626522-2   | links0 | 002,878     | 003,211    | nördlich von Heckhalenfeld Lage   | 40100000                 |

Anmerkungen zur Tabelle
1. ↑  Im GeoExplorer der Wasserwirtschaftsverwaltung Rheinland-Pfalz (Hinweise) heißt es Winterspelterbach, im Kartendienst des Landschaftsinformationssystems der Naturschutzverwaltung Rheinland-Pfalz (LANIS-Karte) (Hinweise) heißt es Winterspelter Bach.
2. ↑  Die Gewässerdaten stammen vom GeoExplorer der Wasserwirtschaftsverwaltung Rheinland-Pfalz (Hinweise), die geographischen Daten vom Kartendienst des Landschaftsinformationssystems der Naturschutzverwaltung Rheinland-Pfalz (LANIS-Karte) (Hinweise).
3. ↑  Gewässerkennzahl, in Deutschland die amtliche Fließgewässerkennziffer mit zur besseren Lesbarkeit eingefügtem Trenner hinter dem Präfix, das einheitlich für den allen gemeinsamen Vorfluter Winterspelterbach steht.